# Lambsheim
Lambsheim est une municipalité allemande située en Rhénanie-Palatinat, dans l'arrondissement de Rhin-Palatinat.

## Personnalités
- Jürgen Kohler, footballeur allemand